# Шанго (слон)
Шанго — азиатский слон-великан из коллекции Московского зоопарка 1940-х — начала 1960-х гг.

## Биография
Родился в 1911 году, предположительно на полуострове Индостан, в 1933 году привезён в СССР и несколько лет ездил по стране в составе передвижной зоовыставки. Необычно крупный размер слона не только привлекал публику, обеспечивая хорошие сборы, но и создавал большие проблемы: в молодости Шанго был дрессирован, однако с возрастом его характер становился все более беспокойным и злобным: «Большие разрушения учинил он на станции Всполье, около Ярославля, куда прибыл с передвижной зоологической выставкой. Шанго не захотел выходить из вагона, сорвал и сломал крышу и принялся разламывать стены. Скоро от вагона осталась только платформа, на которой он стоял».
Огромный слон стал опасен, и в 1938 году его пришлось передать в Сталинградский зоопарк, но и там с ним не могли справиться, и в августе 1940 года Шанго перевезли в Московский зоопарк, где двумя годами ранее был выстроен просторный и очень укреплённый слоновник. С первого же дня другие слоны столичного зоопарка — Нона, Джиндау, Манька и Мирза — признали Шанго своим вожаком и подчинились ему. «Теперь слоны выходили из помещения только вместе, а впереди всегда шел Шанго. Никакими силами и соблазнами нельзя было выманить слоних из слоновника без Шанго. Он же загонял их вечером обратно в слоновник, подталкивая сзади головой».
В первые месяцы после начала Великой Отечественной войны из Московского зоопарка эвакуировали всех слонов, кроме Шанго и его подруги Джиндау: Шанго к тому времени вырос настолько, что уже не помещался в железнодорожном вагоне, а к Джиндау он не подпустил работников зоопарка. «Шанго — слон-великан. Рост его достигает 4,5 метра, а вес — около 5,5 тонны. Слон обладает огромной силой: он свободно гнет рельсы и стальные балки и часто производит в слоновнике большие разрушения». Во время вражеских бомбёжек Шанго сохранял невозмутимость, не боялся огня и даже тушил зажигательные бомбы — набирая в хобот воды и окатывая их струёй, как из брандспойта.
В годы войны Шанго пережил смерть Джиндау, и у него совсем испортился характер, но в июне 1946 г. в Московский зоопарк привезли его ровесницу, азиатскую слониху Молли, которая родила от него двух слонят: Москвича (родился 3 августа 1948) и Карата (родился 25 августа 1952). Москвич стал «первым слонёнком, родившимся в неволе за всю историю существования зоопарков в России». В обоих случаях беременность продолжалась около 22 месяцев.
«Ручная и ласковая Молли хорошо „влияла“ на беспокойного Шанго. Она даже по-своему его „воспитывала“. Если Шанго бросался на входящую служительницу, слониха загораживала её собою и не давала в обиду. Пользуясь таким заступничеством, служители не стали перегонять слона на время уборки. Они подзывали Молли и под её „охраной“ подметали, чистили загон, давали слонам корм». Раньше грозный и коварный Шанго не только забрасывал камнями не полюбившихся ему работников зоопарка, но и, подманивая к себе публику, периодически выхватывал хоботом чью-нибудь шляпку или зонтик, а то и обдавал толпу фонтаном воды. Но с конца 1940-х годов, под благотворным влиянием Молли, скандальная популярность слона-хулигана меняется на славу добропорядочного и величественного отца слоновьего семейства.
В 1950-е годы дневной кормовой рацион Шанго составлял 140 кг различных кормов, в том числе 30 кг сена, 70 кг свёклы, картофель, морковь, капуста, отруби, овёс, яблоки, горох, сухари, сахар, соль, а также грубые корма для правильного пищеварения: ветки деревьев и кустарников.
Слон-великан пережил и свою вторую подругу: Молли трагически погибла в 1954 году, при попытке прорваться к Карату, которому в соседнем помещении ветеринарные врачи делали хирургическую операцию. Шанго умер весной 1961 г., прожив 50 лет, из них — 20 лет в Московском зоопарке.

## Герой литературных произведений
В 1945 году Вера Чаплина написала рассказ «Шанго», который включила в свой послевоенный сборник «Четвероногие друзья» (1947), посвящённый животным Московского зоопарка. Это была первая версия рассказа, которая заканчивалась сценой скорби слона о погибшей Джиндау: «Шанго не искал Джиндау. Он взошел, как всегда, на свой любимый пригорок. Некоторое время стоял неподвижно, потом медленно стал опускать голову. Он опускал её все ниже, ниже, пока не коснулся бивнями земли. Тогда он встал на колени и глубоко, до самого основания воткнул бивни в мягкую землю. И так стоял он долго, не шевелясь, а я смотрела на Шанго и думала о том, как каждый зверь по-своему проявляет своё горе».
В 1955 году, в сборнике «Питомцы зоопарка» выходит вторая версия рассказа «Шанго», которая была дополнена эпизодами встречи с Молли и рождения Москвича. И хотя Чаплина в декабре 1952 года писала о рождении у Шанго и Молли второго слонёнка, Карата, она не стала вводить его в рассказ и омрачать финал смертью Молли. Историю Шанго писательница завершила событиями 1951 года: «Когда Москвичу исполнилось три года, он так вырос, что стал ростом почти с мать. Москвич по-прежнему был большой шалун, однако Шанго он слушался, и вся слоновья семья мирно проживала в зоопарке».
Рассказ «Шанго» из цикла «Питомцы зоопарка» свыше 100 раз издавался в СССР и России и переведён на десятки языков. Иллюстрации к нему создавали известные отечественные художники-анималисты Георгий Никольский и Дмирий Горлов, а также зарубежные мастера книжной графики: Франтишек Гложник и Дагмар Черная (Чехословакия), Тереза Тышкевичова (Польша), Петер Сечко (Венгрия), Гельмут Клосс (ГДР), Мел Хантер (США) и другие.
Слон Шанго стал персонажем и небольшой книжки, написанной сотрудником Московского зоопарка Сергеем Канцлером и иллюстрированной художником-анималистом Вадимом Трофимовым, — «Шанго и Молли» (1948).
Помимо этих произведений, передающих реальные биографические эпизоды жизни Шанго, знаменитый слон из Московского зоопарка стал героем юмористического рассказа Виктора Драгунского «Слон и радио» из цикла «Денискины рассказы», в основе сюжета которого — широко известная привычка Шанго неожиданно выхватывать хоботом у зазевавшейся публики самые разнообразные предметы. Кроме того, Шанго — герой ещё одного юмористического, но уже откровенно фантазийного рассказа Сергея Баруздина «Слоновья память».

## Фильмография
- Документальный фильм «В Московском зоопарке» (в 2-х частях). 1951. Режиссёр Т. Лаврова, операторы: А. Левитан, С. Уралов. РГАКФ: уч. № 7892.
- Документальный фильм «По зоопарку». 1961. Архивная копия от 8 сентября 2017 на Wayback Machine Автор Р. Котс, оператор А. Анжанов